# توت قسطنطيني
توت قسطنطيني (الاسم العلمي:Morus constantinopolitana) هو نوع غير مؤكد من النباتات يتبع جنس التوت من الفصيلة التوتية.